# كريستيان بوف
كريستيان بوف (بالألمانية: Christian Puff) (و. 1949 – 2013 م) هو عالم نبات، وأستاذ جامعي من النمسا . ولد في غراتس .

## مناصب وهيئات
أدار جامعة فيينا.